# Gymnoscelis holoprasia
Gymnoscelis holoprasia là một loài bướm đêm trong họ Geometridae.